# Eigenzustand
Eigenzustand ist in der Quantenphysik ein Zustand eines physikalischen Systems, in dem die Anwendung eines Operators auf den Zustand der skalaren Multiplikation mit dem zum Eigenzustand gehörigen Eigenwert entspricht.
In Bra-Ket-Notation gilt bzgl. eines Operators {\displaystyle {\hat {O}}} für einen Eigenzustand {\displaystyle |\psi _{i}\rangle } und den dazugehörigen Eigenwert {\displaystyle o_{i}}:
{\displaystyle {\hat {O}}|\psi _{i}\rangle =o_{i}|\psi _{i}\rangle }
Nutzt man zur Vektordarstellung des Operators und Eigenzustands eine Basis von Wellenfunktionen, die Eigenzustände darstellen, hat der Operator nur auf seiner Diagonalen Werte, die von Null verschieden sind und die Eigenzustände sind entweder Basisvektoren oder, im Fall von Entartung, Linearkombinationen von Zuständen zu demselben Eigenwert.
Besondere Bedeutung haben Eigenzustände zu Operatoren, welche zu einer gegebenen physikalischen Größe bzw. Observablen gehören. wie beispielsweise die Eigenzustände des Hamilton-Operators, welche die Energieeigenzustände oder stationären Zustände des von diesem Hamilton-Operator beschriebenen Systems darstellen.
Der Eigenzustand wird häufig durch Angabe der Observablen und ihres Eigenwerts charakterisiert, gegebenenfalls z. B. durch eine Quantenzahl, die die laufende Nummer des Eigenwerts in einer Auflistung aller möglichen Eigenwerte der Observablen ist. Z. B. befindet sich ein Wasserstoffatom in seinem energetisch tiefstmöglichen Zustand, wenn es im Eigenzustand zur Energie mit der (Haupt-)Quantenzahl n=1 vorliegt.

## Überlagerungszustand
Ein System kann (bis auf wenige Ausnahmen) verschiedene Eigenzustände derselben Observablen annehmen. Dann stehen dem System nach den Regeln der Quantenmechanik auch alle Überlagerungszustände zur Verfügung, in denen verschiedene Eigenzustände gleichzeitig vorliegen, jeder mit einer bestimmten Wahrscheinlichkeitsamplitude. Sind nur Eigenzustände zum selben Eigenwert überlagert, so ist auch der Überlagerungszustand ein Eigenzustand derselben Observablen zum selben Eigenwert. Das Ergebnis einer Messung dieser Observablen ist daher eindeutig vorherzusagen. Sind jedoch Eigenzustände zu verschiedenen Eigenwerten überlagert, so kann bei einer Messung mit gewisser Wahrscheinlichkeit jeder dieser Eigenwerte als Ergebnis erscheinen.
Mit anderen Worten: anders als in der klassischen Physik haben in der Quantenmechanik nicht alle messbaren Größen in jedem Zustand einen wohlbestimmten Wert. Deshalb kann man auch nicht immer mit Sicherheit das Ergebnis einer entsprechenden (fehlerfreien) Messung vorhersagen. Hat aber eine Messgröße in einem Zustand einen wohlbestimmten Wert, dann wird der Zustand als Eigenzustand zu dieser Messgröße bezeichnet und ihr wohlbestimmter Wert als der jeweilige Eigenwert. Die Messung ergibt immer den Eigenwert und hinterlässt das System im selben Eigenzustand.

## Messergebnisse von nicht vertauschbaren Observablen
Besondere Beachtung verdienen die Observablen, zu denen es keine gemeinsamen Eigenzustände gibt. Hat man zu einer Observablen eine Messung durchgeführt, also einen ihrer Eigenwerte als Ergebnis erhalten, so befindet sich das System danach im entsprechenden Eigenzustand zu diesem Eigenwert. Wenn dieser Eigenzustand der ersten Observablen aber kein Eigenzustand der zweiten Observablen ist, ist er jedenfalls ein Überlagerungszustand ihrer Eigenzustände, und zwar mit verschiedenen Eigenwerten. Für eine Messung der zweiten Observablen ist dann das genaue Ergebnis nicht vorhersagbar, es kann jeder ihrer Eigenwerte sein, der in dieser Überlagerung vertreten ist. Darüber hinaus würde das System, wenn man nur die Reihenfolge der Messungen vertauscht, danach in einem anderen Zustand sein. Solche Observablen heißen nicht vertauschbar. Ein bekanntes Beispiel sind die zwei Observablen für Ort und Impuls eines Teilchens.

## Darstellung im Mathematischen Formalismus
Im mathematischen Formalismus wird ein Zustand durch einen Vektor im Hilbertraum, z. B. eine Wellenfunktion, repräsentiert; ein Eigenzustand einer Observablen dementsprechend durch einen der Eigenvektoren (bzw. Eigenfunktionen) der Observablen. Die Observable wird durch einen selbstadjungierten linearen Operator dargestellt. Angewandt auf den Eigenzustand ergibt sich derselbe Eigenzustand, multipliziert mit einem skalaren Faktor. Dieser Faktor ist der Eigenwert des betreffenden Operators in diesem Zustand.
Die Überlagerung verschiedener Zustände wird durch eine Linearkombination der betreffenden Zustandsvektoren bzw. Wellenfunktionen dargestellt, wobei die Koeffizienten der einzelnen Komponenten gerade die Wahrscheinlichkeitsamplituden angeben.

### Notation
Hat der Operator {\displaystyle {\hat {A}}} die Eigenwerte {\displaystyle a_{1},\,a_{2},\,a_{3},\,\dots }, dann schreibt sich die Eigenwertgleichung für den {\displaystyle n}-ten Eigenzustand {\displaystyle |\psi _{n}\rangle } so:
{\displaystyle {\hat {A}}|\psi _{n}\rangle =a_{n}|\psi _{n}\rangle }
Beispiel: Die Lösungen der stationären Schrödingergleichung
{\displaystyle {\hat {H}}|\varphi \rangle =E|\varphi \rangle }
sind die Eigenzustände {\displaystyle |\varphi \rangle =|\psi _{n}\rangle } des Hamiltonoperators {\displaystyle {\hat {H}}}, sodass mit den Eigenwerten {\displaystyle E_{n}} gilt:
{\displaystyle {\hat {H}}|\psi _{n}\rangle =E_{n}|\psi _{n}\rangle }

### Bedeutung
Wenn vor einer bestimmten Messung das untersuchte System in einem Eigenzustand {\displaystyle |\psi _{m}\rangle } des entsprechenden Operators {\displaystyle {\hat {A}}} ist, dann ist das sichere Ergebnis dieser Messung gerade der Eigenwert {\displaystyle a_{m}}. Liegt das System aber in einem Zustand {\displaystyle |\varphi \rangle } vor, der nicht Eigenzustand zu {\displaystyle {\hat {A}}} ist, so kann das Messergebnis nicht mit Sicherheit vorhergesagt werden. Jeder der Eigenwerte {\displaystyle a_{1},\,a_{2},\,a_{3},\,\dots } ist dann ein mögliches Messergebnis, wobei die Wahrscheinlichkeit für das Ergebnis {\displaystyle a_{n}} (wenn die Zustände auf 1 normiert sind) gegeben ist durch {\displaystyle \vert \,\langle \psi _{n}|\varphi \rangle \vert ^{2}} (d. h. durch das Betragsquadrat der Komponente des Vektors {\displaystyle |\varphi \rangle } längs {\displaystyle |\psi _{n}\rangle }). Das Skalarprodukt {\displaystyle \langle \psi _{n}|\varphi \rangle } selber wird auch die Amplitude des Zustands {\displaystyle |\psi _{n}\rangle } im Zustand {\displaystyle |\varphi \rangle } genannt.
Nach einer Messung ist das untersuchte System dann in demjenigen Eigenzustand des betreffenden Operators, dessen Eigenwert mit dem Messergebnis übereinstimmt. Dies wird als Zustandsreduktion bezeichnet. Sie stellt u. a. sicher, dass eine sofortige Wiederholung der Messung dasselbe Ergebnis zeigt.

### Eigenschaften
- Die Eigenzustände desselben hermiteschen Operators, aber mit verschiedenen Eigenwerten, sind orthogonal: wenn {\displaystyle a_{n}\neq a_{m}}, dann {\displaystyle \langle \psi _{n}|\psi _{m}\rangle =0}.
- Wenn eine Anzahl {\displaystyle g} paarweise orthogonaler Eigenzustände desselben hermiteschen Operators denselben Eigenwert haben, heißt dieser {\displaystyle g}-fach entartet. Jede Linearkombination dieser Eigenzustände ist dann auch Eigenzustand zum selben Eigenwert, insgesamt ein {\displaystyle g}-dimensionaler Unterraum des gesamten Zustandsraums. Welche Basisvektoren man darin auswählt, ist beliebig.
- {\displaystyle g} gibt in der Quantenstatistik das statistische Gewicht an. Das wird abgekürzt, aber ungenau, häufig so ausgedrückt, dass es für diesen Messwert „genau {\displaystyle g} verschiedene Zustände“ gäbe. Diese Ausdrucksweise bezieht sich auf die maximale Anzahl linear unabhängiger Zustände unter allen Eigenzuständen zum selben Eigenwert, also die Dimension des Unterraums.
- Allgemein ist jede (normierte) Linearkombination von Zustandsvektoren ein möglicher Zustandsvektor (Superpositionsprinzip), öfters auch Überlagerungszustand genannt. Sind Eigenzustände eines bestimmten Operators überlagert, so ist der Überlagerungszustand ein Eigenzustand zu demselben Operator genau dann, wenn in der Linearkombination nur Eigenzustände zum selben Eigenwert vorkommen.